# Резня латинов
Резня латинян — одно из самых масштабных массовых убийств в истории.
Резня произошла в Константинополе, столице Византии, в 1182 году, в годы правления Алексея II Комнина. Мать Алексея II Комнина, Мария Антиохийская, была регентшей при двенадцатилетнем сыне. Будучи сестрой Боэмунда III, Мария покровительствовала «латинянам» в ущерб грекам, что вызывало ненависть её подданных.
Первый бунт против Марии был подавлен, однако во время второго бунта были уничтожены все уроженцы Запада, исключая венецианцев, посаженных в тюрьму Мануилом Комнином. Одним из инициаторов бунта был претендент на престол Андроник Комнин. Хотя точное число жертв неизвестно, католическая община, составлявшая в то время около 60 тыс. человек, исчезает с карты города; возможно, части удалось спастись бегством. Особенно пострадали общины генуэзцев и пизанцев. Около 4000 выживших были проданы в рабство туркам.